# سیمین اکرامی
سیمین اکرامی (- ۱۳۲۷) مجسمه‌ساز معاصر ایرانی است.

## زندگی
سیمین اکرامی پس از تحصیل در رشته مجسمه‌سازی در دانشگاه ایالتی مورگان در بالتیمور-مریلندِ آمریکا، در سال ۱۳۵۱ به ایران بازگشت و در دانشکده هنرهای زیبای دانشگاه تهران ادامه تحصیل داد و در سال ۱۳۵۳ فارغ‌التحصیل شد. وی از سال ۱۳۶۶ کار مجسمه‌سازی را به‌طور حرفه‌ای آغاز کرد.
بخشی از زندگینامه سیمین اکرامی و همسرش بهرام دبیری در شماره ۱۱۳ دوهفته نامه تندیس منتشر شده است. در سال ۱۳۹۷ گالری دیلمان مروری بر آثار سیمین اکرامی را در تهران برگزار کرد. او همچنین داور دو دوره سمپوزیوم مجسمه‌سازی بوده است.
سیمین اکرامی از اکرامی‌های کاشان و خواهرزاده عباس اکرامی مؤسس باشگاه شاهین است.
آثار اکرامی در حراج‌های تهران و کریستی دبی عرضه شده است.

## مجسمه‌های شهری
- ماکت آرم پست مکانیزه شیراز ۱۳۷۰
- مجسمه آرم سازمان نوسازی شهر تهران ۱۳۷۲
- ساخت مجسمه زمین بر اساس نقشه ابوریحان بیرونی نصب در پاویون هیئت دولت در فرودگاه مهرآباد ۱۳۷۳
- ساخت چهار مجسمه سنگی در پارک جمشیدیه تهران 1381[۹]
- هفت پرنده سنگی، باغ خانه هنرمندان ایران 1382[۱۰]
- مجسمه زمین، نصب در پارک گفتگو تهران

اکرامی علاقه خاصی به ساخت مجسمه‌هایی بر اساس نقشه‌های قدیمی جغرافی‌دانان و ریاضی‌دانان ایرانی دارد.
او در این‌باره گفته است: "زمانی بانک صنعت و معدن از من خواست که پرتره "خوارزمی" را برایشان بسازم و از آن جا که هیچ عکس و تصویری از این دانشمند موجود نیست برای یافتن تصاویری فرضی از او به کتابخانه ملی مراجعه کردم و در جستجوهایم نقشه‌ها و طرح‌هایی از جغرافی‌دانان ایرانی را پیدا کردم که فرم‌ها و طراحی‌های آن‌ها در این نقشه‌ها من را مجذوب خود کرد و برای ساختن مجسمه‌هایی بر اساس این نقشه‌ها ترغیب شدم که مجسمه "خلیج فارس" بر اساس نقشه ابو اسحاق استخری در عسلویه را بر همین اساس ساختم".

## در نگاه دیگران
شهروز نظری در مقدمه کتاب به سادگی سنگ می‌نویسد:

سیمین اکرامی در حلقهٔ هنرمندان مهمی زندگی کرده؛ نفراتی مثل هانیبال الخاص و بهمن محصص. با این وجود هیچگاه نخواست تا از بلندگوی‌های و هوی آن‌ها و دارودسته‌شان چیزی را فریاد بزند. همین خودداری خود خواسته و گوشه گزینی، احترام من به او را صد چندان می‌کند. بیشتر زنان هنر مدرن ایران در سکوت کار کرده‌اند، بعضی‌هاشان از بقیه ساکت‌تر بوده‌اند؛ سیمین از کم حرف‌ترین آن‌هاست. طی این دهه‌ها هرگز ندیدم دربارهٔ خودش ادعایی کند، خودستایی داشته باشد یا زبان به گله و نقد کسی باز کند. هیچ توقعی از هیچ‌کس نداشته است؛ حتی وقتی به او پیشنهاد گفتگو دادم، خیلی محجوب پرسید که چرا او را برای این مکالمه برگزیده‌ام؟ و من بی‌هیچ مجامله‌ای می‌نویسم که: سیمین از هنرش بزرگ‌ترست و این خصلت دستیابی نیست. همان‌طور که گفتم، سیمین اکرامی بی‌ادعاست، مجسمه‌هایش نیز مثل خودش هستند؛ کم حرف، آرام، سخت و صبور؛ لیلی گلستان سال‌ها قبل دربارهٔ چشمانِ ترِا نمِ حس او نوشته بود. لیلی گلستان درست گفته بود، چشمان زیبای سیمین از مهربانی و حزن قابل زل زدن نیست و همین حالِ مادرانه و مشوش را در مجسمه‌هایش نیز ساخته است.

## نمایشگاه‌ها

### گروهی
- پیشکسوتان هنر معاصر، گالری ایوان، تهران ۱۳۹۵[۱۳]
- برگزیدگان هنر معاصر ایران، گالری نگاه، لواسان ۱۳۹۲[۱۴]
- حراج کریستی، دوبی ۱۳۸۷[۱۵]
- نمایشگاه گروهی، اقامتگاه سفیر کانادا در ایران، تهران ۱۳۸۰
- نمایشگاه گروهی، دفتر فرهنگی سفارت فرانسه، تهران ۱۳۷۲
- نمایشگاه گروهی، مرکز آفرینش‌های هنری، تهران 1370[۱۶]

## دربارهٔ هنرمند
- به سادگی سنگ، گفتگوی شهروز نظری و سیمین اکرامی، تهران ۱۳۹۷[۱۷]
- مجموعه آثار سیمین اکرامی، رؤیا منجم، نشر نظر، تهران ۱۳۸۹
- گفتگوی مهرنوش علی مددی با سیمین اکرامی، نشریه تندیس، شماره ۲۷۵، خرداد ۱۳۹۳[۱۸]